# Ampelisca typica
Ampelisca typica är en kräftdjursart som först beskrevs av Charles Spence Bate 1856.  Ampelisca typica ingår i släktet Ampelisca och familjen Ampeliscidae. Arten är reproducerande i Sverige. Inga underarter finns listade i Catalogue of Life.